# ششنق ج
ششنق ج كان الابن الأكبر لملك الأسرة الثانية والعشرين أوسركون الأول والملكة ماعت كا رع، وخدم ككبير كهنة آمون في طيبة خلال حكم والده. ونتيجة لذلك، كان أهم مسؤول في صعيد مصر بعد الملك نفسه. تم الربط عادة بينه وبين الملك حقا خبرو رع ششنق الثاني من قبل عالم المصريات الإنجليزي كينيث كيتشن، والذي اعتبره ولي عهد مشاركًا في الحكم لفترة قصيرة مع والده بناءً على تمثال إله النيل في المتحف البريطاني (تمثال 8)، الذي يحدد هويته كابن لأوسركون الأول والملكة ماعت كا رع، ابنة حور بسوسنس. في التمثال، يُشار إلى ششنق ج بصفته "سيد الأرضين" كما أن عبارة "محبوب آمون" موجودة داخل خرطوش ملكي. ومع ذلك، في نص التمثال، لم يُمنح أي اسم عرش محدد أو لقب ملكي، حيث كان استخدام الخرطوش من قبل أبناء الملوك موجودًا في فترات أخرى من تاريخ مصر مثل فترة أمون مسي، ابن تحتمس الأول، والنص يصور ششنق ج ككاهن آمون فقط على جانب أرجل إله النيل، وليس كملك.
بالإضافة إلى ذلك، لم تستخدم أي من زوجات ششنق ج الثلاث لقب "زوجة الملك" في أي من آثارهن. والأكثر دلالة، لم يعطِ أي من أطفاله الثلاثة لقبًا ملكيًا لوالدهم على ممتلكاتهم الجنائزية مثل الكاهن أوسركون، الذي توجد بردياته الجنائزية الآن في متحف سانت بطرسبرغ للتاريخ، أو زوجة الإله كاروماما مريت موت. وأخيرًا، لم يخصص الطفل الثالث لششنق ج، الكاهن (والملك المستقبلي) حور سا إسيت أ، أي ألقاب ملكية لوالده على تمثال الإله بيس في متحف دورهام الذي أهداه لذكرى والده. بدلاً من ذلك، يتم الإشارة إلى ششنق ج بصفته "الخادم المقدس الأول لآمون دون أي ألقاب [ملكية] أخرى." لذا، لاحظت جاكويت جوردون: إذا كان لششنق ج "أدنى ادعاء بالرتبة الملكية، لم يكن ابنه [حور سا إسيت] ليتغاضى عن ذكر...[هذا] الأمر. وبالتالي يجب أن نستنتج أن ششنق ج لم يكن لديه مثل هذه الادعاءات." تشير كل هذه الأدلة إلى أن كبير كهنة آمون ششنق ج لم يكن ملكًا في حد ذاته وليس ششنق الثاني، الذي تم العثور على قبره الملكي سليمًا في تانيس.
ومن الجدير بالذكر، أن الملك ششنق الثاني لم يشمل أي تذكارات أو أشياء تذكر أوسركون الأول داخل قبره. وهذا وضع غير مرجح إذا كان بالفعل ابنًا لهذا الملك الذي توفي قبله ودفنه والده، أوسركون الأول. الملك الوحيد الذي ذُكر في قبر ششنق الثاني بأدوات هو ششنق الأول. كما أن ملوك الأسرة الثانية والعشرين الآخرون، مثل تاكيلوت الأول، استخدموا الأدوات الجنائزية التي تذكر والديهم في قبورهم. من المحتمل أن خليفة ششنق ج في منصب الكاهن الأعظم كان إوالوت، وهو أيضًا ابن آخر لأوسركون الأول. حكم ابن ششنق ج، حور سا إسيت، لاحقًا على طيبة ومصر الوسطى بصفته الملك حور سا إسيت.
هناك درجة عالية من الشك الأكاديمي فيما يتعلق بأصل ششنق الثاني: يجادل بعض العلماء اليوم بأن هذا الحاكم كان في الواقع ابنًا أصغر لـششنق الأول بسبب اكتشاف عناصر تذكر مؤسس الأسرة الثانية والعشرين داخل قبره الملكي في تانيس، مثل "درع لرئيس مشوش العظيم ششنق أ، وسوار لششنق الأول." خلص كارل يانسن-وينكلين إلى: "التعريف الشائع لهذا الملك مع (الكاهن الأكبر) والابن لأوسركون الأول لا يبدو محتملاً." يرى باحثون آخرون، بما في ذلك يورغن فون بيكراث ونوربرت داوتزنبرغ، أن الكاهن الأكبر ششنق ج هو حاكم مختلف تمامًا، وهو الذي حكم طيبة وصعيد مصر بصفته الملك ماعت خبرو رع شيشنق؛ وقد أعاد هذا الفرعون الليبي تخصيص تمثال القاهرة CG 42192 وكتب اسمه عليه. وبالتالي، يميزونه تمامًا عن الملك حقا خبرو رع شيشنق الثاني في تانيس.